# Chaerilobuthus complexus
Espèce
Chaerilobuthus complexus est une espèce fossile de scorpions de la famille des Pseudochactidae.

## Distribution
Cette espèce a été découverte dans de l'ambre de Birmanie. Elle date du Crétacé.

## Description
Le juvénile holotype mesure 3,38 mm.

## Systématique et taxinomie
Cette espèce a été décrite par Lourenço et Beigel en 2011.

## Publication originale
- Lourenço & Beigel, 2011 : « A new scorpion fossil from the Cretaceous amber of Myanmar (Burma). New phylogenetic implications. » Comptes Rendus Palevol, vol. 10, no 8, p. 635-639.